# Kirchenkreis Emsland-Bentheim
Der Kirchenkreis Emsland-Bentheim ist einer von 48 Kirchenkreisen der Evangelisch-Lutherischen Landeskirche Hannovers und bildet zusammen mit den Kirchenkreisen Aurich, Emden-Leer, Harlingerland (Esens), Norden und Rhauderfehn (Westrhauderfehn) den Sprengel Ostfriesland-Ems.

## Geografische Lage
Der Kirchenkreis Emsland-Bentheim liegt im äußersten Westen Niedersachsens an der Grenze zu den Niederlanden. Er umfasst die Landkreise Grafschaft Bentheim und Emsland.
Folgende Nachbarkirchenkreise grenzen an den Kirchenkreis Emsland-Bentheim:
- im Norden: Kirchenkreis Emden-Leer
- im Süden:  Kirchenkreis Steinfurt-Coesfeld-Borken der Evangelischen Kirche von Westfalen
- im Westen: Protestants Dienstcentrum Groningen-Drenthe der Protestantse Kerk in Nederland
- im Osten:  Kirchenkreis Bramsche (Sprengel Osnabrück), sowie die Kirchenkreise Cloppenburg und Ammerland der Evangelisch-Lutherischen Kirche in Oldenburg.

Verkehrsmäßig ist der Kirchenkreis günstig zu erreichen. Ihn durchzieht die Bundesautobahn 31 (Bottrop–Emden) und im Süden berührt ihn die Bundesautobahn 30 (Bad Oeynhausen–Bad Bentheim). Zwei Bahnstrecken (Rheine–Norddeich Mole und Bielefeld–Bad Bentheim) durchziehen die Region.

## Größe
Mit einer Größe von 3.862 km² ist der Kirchenkreis Emsland-Bentheim der flächenmäßig größte Kirchenkreis der Landeskirche Hannovers (im Vergleich: das Bundesland Saarland umfasst insgesamt 2.569 km²).
Die Zahl der Gemeindeglieder beträgt 60.065 (Stand 2. November 2023). Damit machen die evangelisch-lutherischen Christen der Region Emsland-Bentheim 15,3 % der Gesamtbevölkerung aus, die bei überwiegend römisch-katholischen Christen (Emsland) bzw. evangelisch-reformierten Christen (Grafschaft Bentheim) in der Diaspora leben.

## Geschichte
In der Diaspora-Situation leben die lutherischen Christen der Region Emsland-Bentheim schon immer. Die erste evangelisch-lutherische Gemeinde findet sich in Lingen, wo der preußische König Friedrich Wilhelm I. am 5. Dezember 1727 den lutherischen Christen den Bau einer eigenen Kirche bewilligt. Zehn Jahre allerdings mussten diese sich mit dem Auditorium des Akademischen Gymnasiums als Gottesdienststätte zufriedengeben, bis am 1. Ostertag 1737 die neu erbaute Kreuzkirche am Universitätsplatz eingeweiht werden konnte.
Lutherische Christen sammelten sich auch in Meppen, wo die Gustav-Adolf-Kirche im Jahre 1858 errichtet wurde. Sowohl die emsländischen Lutheraner als auch die in der Grafschaft Bentheim ansässig werdenden lutherischen Christen wurden von Lingen aus kirchlich betreut. 1902 wurde die Kapelle St. Trinitatis in Haren-Rütenbrock gebaut und am 2. Februar 1903 mit einem Gottesdienst eröffnet. Im Jahre 1912 wurde der erste lutherische Kirchenbau in der Grafschaft Bentheim notwendig: es entstand die Martin-Luther-Kirche in Bad Bentheim, der 18 Jahre später die neu errichtete Kreuzkirche in Nordhorn folgte.
1939 wurden von Lingen aus 3.300 Gemeindeglieder betreut, 1946 waren es 16.000. Große Flüchtlingsströme aus dem Osten Deutschlands (vor allem Schlesier) suchten eine neue Heimat. Fast alle entstammten unierten Landeskirchen mit lutherischer Tradition, so dass sie in den reformiert geprägten Ortskirchengemeinden nicht oder nur selten heimisch wurden. Die Landeskirche Hannover entsandte ehemalige ostdeutsche Geistliche in die Region Emsland-Bentheim, die mit den Flüchtlingen das gleiche Geschick teilten und neue lutherische Gemeinden aufbauten.
Noch einmal wuchsen die Gemeinden des Kirchenkreises in den 1990er Jahren, als zahlreiche Aussiedler aus der ehemaligen Sowjetunion, ebenfalls der lutherischen Tradition entstammend, besonders im Emsland eine neue Heimat suchten. In dem südemsländischen Ort Spelle war der Zuzug so stark, dass in diesem Ort eine eigene Kirchengemeinde mit einer neu erbauten Kirche gebildet wurde.
Heute gibt es im Kirchenkreis Emsland-Bentheim 27 Kirchengemeinden mit 46 gottesdienstlichen Versammlungsräumen, dazu kommen noch die ökumenische Autobahnkapelle „Jesus – Brot des Lebens“ an der Bundesautobahn 31 und die Kapelle im Kloster Frenswegen.
Mit Wirkung vom 1. Juli 2007 wurde der Kirchenkreis auf Beschluss der Landessynode (bei knapper Mehrheit von vier Stimmen) vom Sprengel Osnabrück in den Sprengel Ostfriesland-Ems (Sitz: Emden) umgegliedert.

## Superintendentur
Das Ephoralbüro befindet sich in der Kreisstadt des Emslandes, Meppen. Von dort aus leitet der Kirchenkreisvorstand (Vorsitzender: der Superintendent) den Kirchenkreis.
Der Kirchenkreistag wählte am 25. September 2010 Pastor Bernd Brauer aus Bad Fallingbostel zum neuen Superintendenten. Er hat sein Amt am 1. Februar 2011 angetreten. Er ist Nachfolger von Günther Schwarz, der Anfang 2010 in den Ruhestand trat.

## Kirchenkreissynode
Höchstes parlamentarisches Gremium des Kirchenkreises ist die Kirchenkreissynode. Die Mitglieder werden von den Kirchenvorständen gewählt. Der Vorsitzende ist Michael Rilke (seit 26. Januar 2019).

## Kirchengemeinden
Den Kirchenkreis Emsland-Bentheim bilden 27 Kirchengemeinden, in denen 25 Pastoren und Pastorinnen tätig sind. Außerdem gibt es 9 weitere Geistliche, die in Sonderbereichen (Schulen, Justizvollzugsanstalten, Krankenhäuser usw.) arbeiten.
Die Kirchengemeinden folgender Städte und Dörfer gehören zum Kirchenkreis Emsland-Bentheim:
- Aschendorf/Ems mit Dörpen und Aschendorfermoor
- Bad Bentheim mit Gildehaus
- Brögbern mit Bawinkel und Biene
- Dalum mit Groß Hesepe und Großer Sand
- Emlichheim mit Hoogstede
- Emsbüren-Salzbergen
- Haren mit der St.-Trinitatis-Kirche in Rütenbrock
- Haselünne mit Herzlake
- Lathen
- Johannes-Kirchengemeinde Lingen
- Kreuz-Kirchengemeinde Lingen mit Lohne
- Trinitatis-Kirchengemeinde Lingen
- Bethlehem-Kirchengemeinde Meppen mit Osterbrock
- Gustav-Adolf-Kirchengemeinde Meppen
- Neuenhaus mit Uelsen
- Christus- und Kreuz-Kirchen-Gemeinde Nordhorn mit Bookholt und Klausheide (Michaeliskirche)
- Martin-Luther-Kirchengemeinde Nordhorn-Blanke
- Papenburg mit Nikolai- und Erlöserkirche
- Schüttorf
- Sögel
- Spelle
- Twist
- Veldhausen mit Füchtenfeld
- Lukaskirchengemeinde Werlte mit Esterwegen

## Einrichtungen im Kirchenkreis
- Diakonisches Werk (Hilfs- und Beratungsstellen in Lingen, Meppen, Nordhorn und Papenburg)
- Evangelisches Gymnasium Nordhorn
- Ökumenische Bildungsstätte Kloster Frenswegen in Nordhorn
- Ringbücherei in Lingen
- Sozialtherapeutisches Übergangswohnheim in Meppen-Apeldorn

## Partnerschaftskirchenkreis
Seit den 1950er Jahren gibt es im Kirchenkreis Emsland-Bentheim Patenschaften zu Gemeinden im Kirchenkreis Marienberg der in der ehemaligen DDR gelegenen Evangelisch-Lutherische Landeskirche Sachsens, die teilweise auch nach der Wiedervereinigung 1990, nun aber Partnerschaften genannt, weitergeführt werden.

## Ökumenische Nachbarschaft

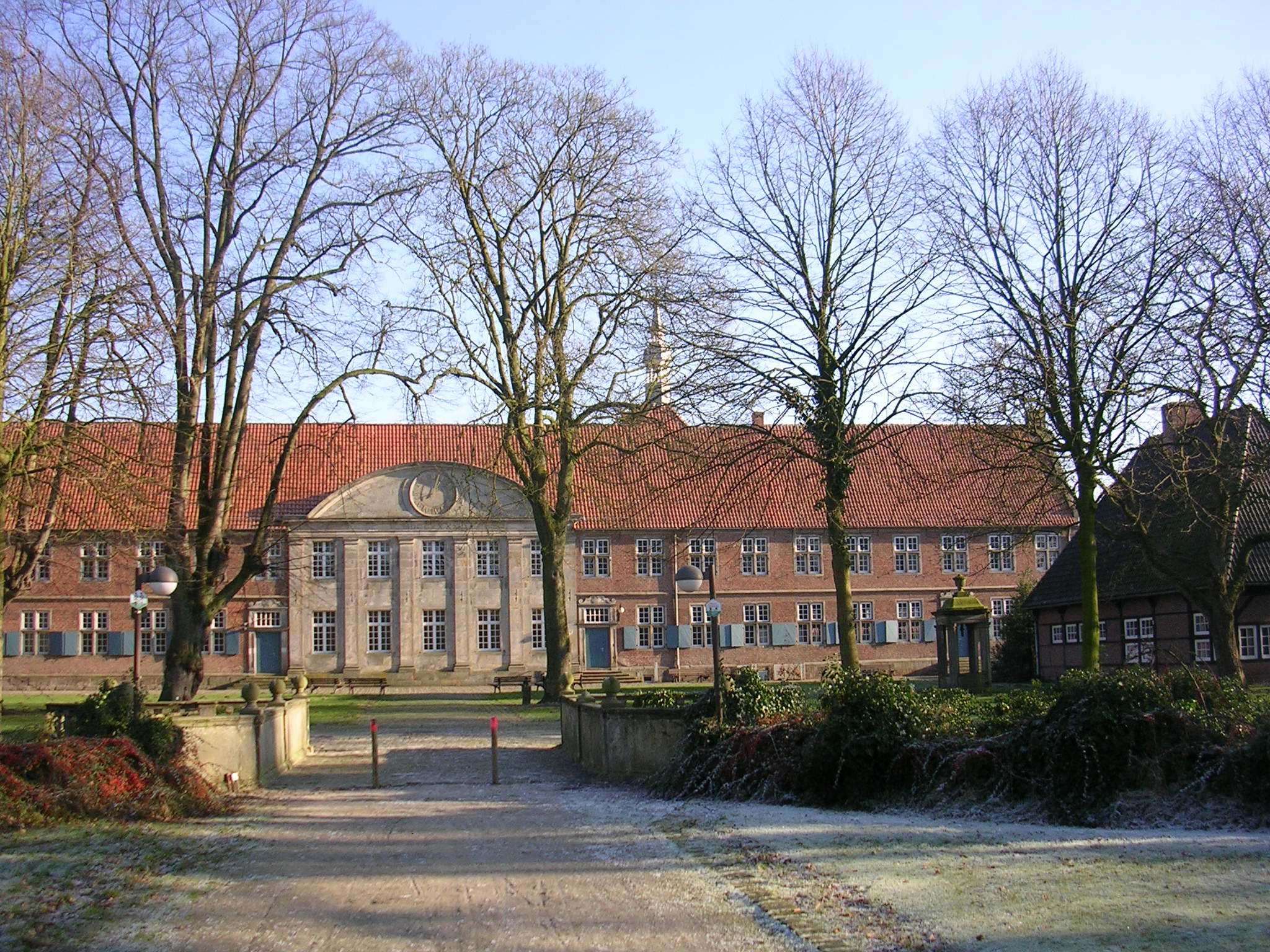
Ökumenische Bildungsstätte Kloster Frenswegen

Der Kirchenkreis Emsland-Bentheim und seine Kirchengemeinden unterhalten ausgeprägte nachbarschaftliche Beziehungen zu den römisch-katholischen und evangelisch-reformierten Gemeinden und Organisationen. Das Gebiet des lutherischen Kirchenkreises Emsland-Bentheim liegt mit Blick auf die Evangelisch-reformierte Kirche in deren Synodalverbänden IV (Bereich Papenburg), Grafschaft Bentheim und Emsland/Osnabrück. Mit Blick auf das römisch-katholische Bistum Osnabrück gehören die Dekanate Grafschaft Bentheim, Emsland-Nord, -Mitte und -Süd in diesen Bereich.
Sichtbarste Zeichen für eine gute Zusammenarbeit sind die gemeinsame Trägerschaft der Ökumenischen Bildungsstätte Kloster Frenswegen in Nordhorn und die gemeinsame Nutzung der Michaeliskirche in Klausheide. In Nordhorn wird zusammen mit dem Ev.-reformierten Diakonischen Werk und der Caritas durch die Lutherische Diakonie das Diakonie-Caritas-Haus COMPASS betrieben. Das Haus wurde am 12. Juni 2017 eröffnet.

## Bemerkenswertes
- Auf die Zeit der Ansiedlung vieler Flüchtlinge und Heimatvertriebener aus den ehemaligen deutschen Ostgebieten weisen die zahlreichen Diaspora-Kirchen hin, die nach dem Krieg vom Architekten Otto Bartning entworfen und in kürzester Bauzeit errichtet wurden. Solche Bartning-Kirchen gibt es in Bawinkel (1950), Dalum (1950), Emsbüren-Leschede (1952), Neuenhaus (1950), Sögel (1950) und Werlte (1951).

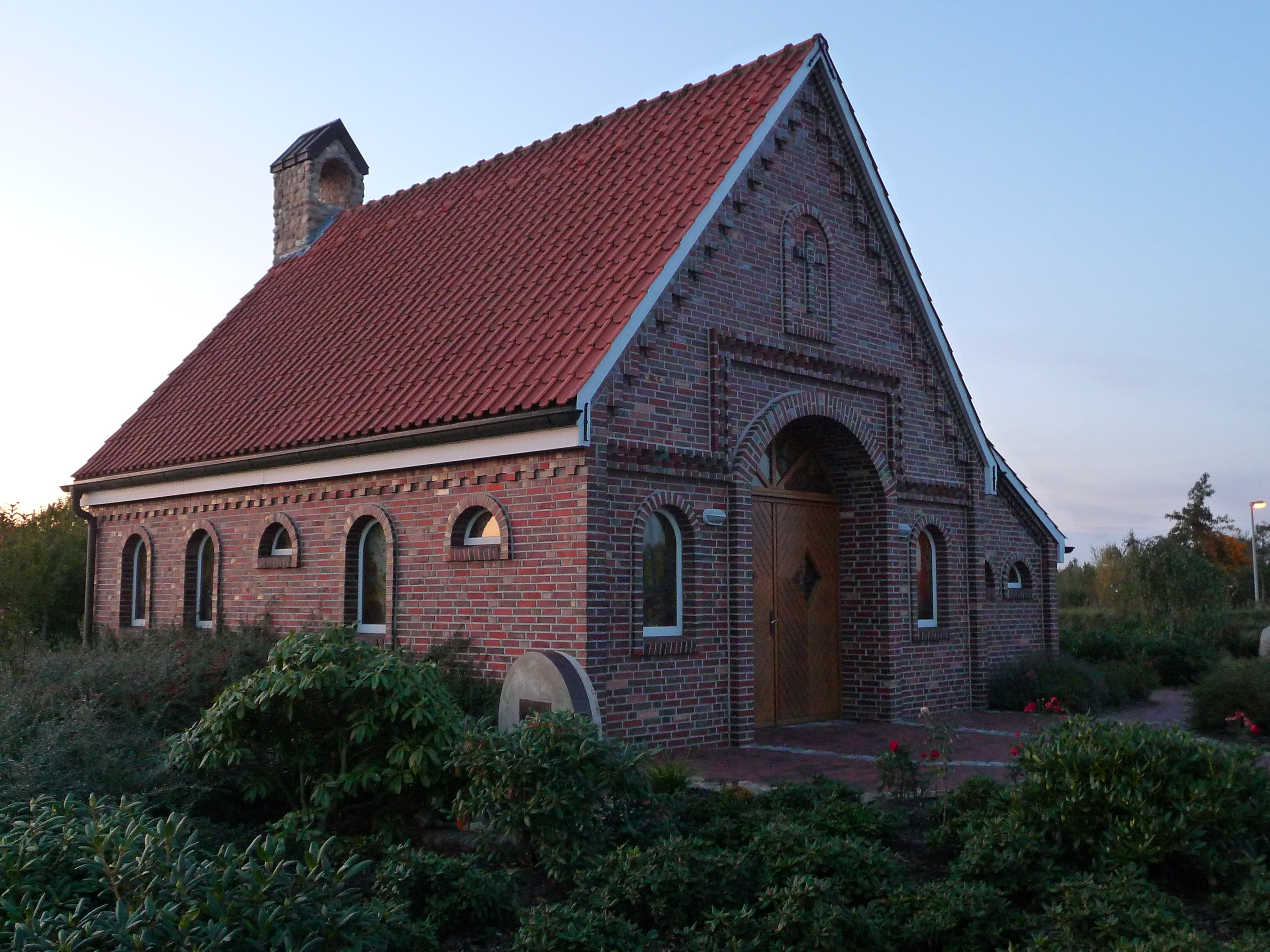
Die Autobahnkapelle „Jesus – Brot des Lebens“

- In Ökumenischer Trägerschaft befindet sich im Gebiet des Kirchenkreises die Autobahnkapelle „Jesus – Brot des Lebens“, die Tag und Nacht geöffnet ist und etwa 50 Besuchern Platz bietet. Sie befindet sich am Rastplatz „Heseper Moor“ an der A 31 (Fahrtrichtung Süden). Sie wurde vom Architekten Josef Wulf (Geeste) als „Wohlfühlstube“ im Baustil eines emsländischen Backhauses entworfen und aus original Torfbrandziegeln gebaut. Die künstlerische Innengestaltung lag in den Händen von Diplom-Designer und Bildhauer Dominikus Witte (Belm). Im November 2000 wurde die Kapelle eingeweiht.

## Persönlichkeiten
- Martin Kruse (1929–2022), Bischof von Berlin-Brandenburg in den Jahren 1977 bis 1994 und Ratsvorsitzender der Evangelischen Kirche in Deutschland von 1985 bis 1991, ist in Lingen groß geworden (1938–1947), wo sein Vater Pastor und später Superintendent des Kirchenkreises war.